# Hugo Hildebrand Hildebrandsson
Hugo Hildebrand Hildebrandsson (19 de agosto de 1838 – 29 de julio de 1925) fue un meteorólogo sueco, profesor en la Universidad de Upsala y coautor del Atlas Internacional de las Nubes de 1896, base del sistema de clasificación actual.

## Biografía

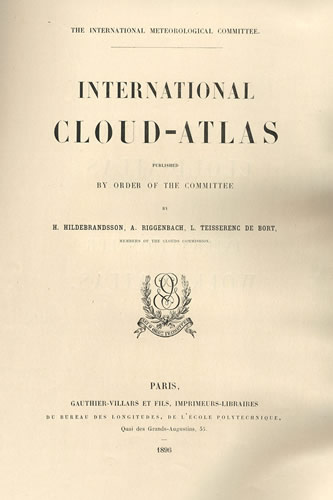
International Cloud-Atlas (1896)

Hildebrandsson nació en Estocolmo, y se educó en el instituto de su ciudad natal y en la universidad de Upsala, donde se doctoró en 1858, obteniendo un segundo doctorado en física en 1866. En 1878 fue nombrado el primer profesor de meteorología en Upsala, asumiendo además el cargo de director del observatorio meteorológico, desempeñando estos cometidos hasta 1906.
Elegido miembro del Comité Meteorológico Internacional, durante algunos años sirvió como secretario de la institución. En 1880 fue nombrado miembro honorario de la Real Sociedad Meteorológica de Londres, que le otorgó en 1920 la Medalla de Oro Symons. También formó parte de otras muchas sociedades científicas extranjeras.
Como meteorólogo, Hildebrandsson es notable por sus investigaciones en el campo de las nubes, denominando una nueva clase de nubes, los "cúmulos". En 1880, fue designado por el Comité Meteorológico Internacional para preparar el Atlas Internacional de las Nubes, un trabajo llevado a cabo conjuntamente con Leon Teisserenc de Bort. Muchas de sus observaciones fueron posteriormente incorporadas en Les bases de la météorologie dynamique (1907), en las que Teisserenc de Bort también colaboró. Sus artículos sobre los centros de acción de la atmósfera marcaron un gran avance en las previsiones estacionales.
En 1888 resultó elegido miembro de la Real Academia de las Ciencias de Suecia, siendo también miembro del Comité del Premio Nobel de Física.

## Publicación destacada
- The International Meteorological Committee (1896). International Cloud Atlas, published by order of the Committee by H. Hildebrandsson, A. Riggenbach, L. Teisserenc de Bort, members of the Clouds Commission (en francés, inglés, alemán). Gauthier-Villars. pp. 31; 14 sheets of colored maps.